# النجارية
النجارية هي إحدى القرى اللبنانية من قرى قضاء صيدا في محافظة الجنوب. 

## الموقع
تطل بلدة النجارية على البحر، وتحيط بها بساتين الموز والحمضيات. 
تقع بلدة النجارية في منطقة الزهراني على الساحل الجنوبي وهي تابعة إدارية إلى قضاء صيدا، وتنتشر في بلدة النجارية بساتين الحمضيات والموز.
تحدها مزرعة الداودية، وبلدة المروانية، والمصيلح، والحجة.

## سكانها وعائلاتها
عدد سكانها حوالي 1500 نسمة. أما عائلاتها: آل حسين العائلة الكبرى في البلدة، وهم من القرى السبعة من قرية المالكية. وهناك عائلات: العلي، عياد، عباس، طرّاف، عثمان، مجلل، قشاقش، حلّال، مهدي.

## دوائرها
لبلدة النجارية مجلس بلدي ينتخب كل ست سنوات. مختار ومدرسة رسمية . كما لبلدة النجارية نادي رياضي ثقافي المعروف باسم نادي المنهل بادارة المحامي الاستاذ وسام محمود عثمان.